# Alessandro Galilei
Alessandro Maria Gaetano Galilei (Florença, 25 de agosto de 1691 — Roma, 21 de dezembro de 1737) foi um matemático, arquiteto e teórico italiano, membro da mesma família patrícia de Galileu.

## Biografia
Nascido em Florença, recebeu formação em arquitetura e engenharia de Antonio Maria Ferri, figura destacada da Accademia dei Nobili, que lecionou e escreveu um tratado sobre perspectiva, fortificações e artilharia. Com ele o jovem Galilei trabalhou no estudo de técnicas de construção, estereometria, hidráulica.

### Visita à Inglaterra
Visitando milords ingleses ficaram impressionados com o classicismo de seus primeiros projetos, e ele foi convidado por um grupo de ingleses para Londres em 1714. Lá ele participou de uma variedade de projetos arquitetônicos, mais notavelmente colaborando com o engenheiro cívico Nicholas Dubois. O único outro arquiteto italiano notável em Londres na época foi Giacomo Leoni. Os dois arquitetos compartilhavam uma inclinação classicizante que atraía os ingleses, mas estava em desacordo com a prática arquitetônica barroca atual na Itália. No entanto, além de um monumento funerário, não houve grandes encomendas.

### Visita à Irlanda
Em maio de 1717, Robert, Visconde Molesworth escreveu a sua esposa Letitia que "levarei comigo o melhor arquiteto da Europa". Mais tarde, ele trouxe Galilei para a Irlanda em 1718 por aproximadamente 6 meses. Lá, quando William Conolly, presidente da Câmara dos Comuns irlandesa e o homem mais rico da Irlanda estava apenas começando a construir a Castletown House, perto de Dublin, no Condado de Kildare, ele conheceu Galilei. Galilei projetou a fachada do bloco principal de Castletown, a maior casa palladiana da Irlanda, mas retornou à Itália em 1719 e não foi associado à construção real da casa, que foi iniciada em 1722 e realizada pelo jovem arquiteto anglo-irlandês Edward Lovett Pearce, que conheceu Galilei em Florença enquanto ele fazia desenhos das villas de Palladio em sua turnê pela Itália. e introduziria a arquitetura neopalladiana na Irlanda. Um retrato de Galilei por Giuseppe Berti, assinado e datado de 1735, foi recentemente comprado para a Castletown House. Ele retornou à Inglaterra no final do ano.

### Retorno a Florença
Mais uma vez em Florença depois de 1719, Galilei foi nomeado Ingegnere delle fortezze e fabbriche di corte ("Engenheiro de edifícios da corte e fortalezas") dos grão-duques da Toscana, Cosme III e Gian Gastone de' Medici, último dos grão-duques Médici, nenhum dos quais, no entanto, poderia fornecer-lhe projetos arquitetônicos adequados aos seus talentos. Os projetos de Galilei durante este período incluíram uma renovação do coro da Catedral de Cortona, que apresentava um motivo de arco triunfal severamente clássico, adições à Villa Venuti, em Catrosse, perto de Cortona, para Domenico Girolamo Venuti, e um projeto (1724) para o oratório da Igreja da Madonna del Vivaio (desde então reconstruída) em Scarperia, Toscana.
Em 1730, o patrício florentino Lorenzo Corsini foi eleito Papa Clemente XII e chamou Galilei a Roma em 1731 para construir a capela de sua família, a Cappella Corsini na Basílica de San Giovanni in Laterano (concluída em 1732). Durante os seis anos seguintes, Galilei criou todas as suas obras mais notáveis, que foram executadas em estilo clássico e antibarroco. A mais notável delas foi a fachada de San Giovanni in Laterano, uma comissão concedida após um concurso (1733-1736). A severidade monumental e o caráter palaciano da fachada causaram um escândalo nos círculos artísticos romanos mas foi admirado mais tarde no século pelos neoclassicistas franceses e britânicos.
Galilei também construiu a fachada barroca mais convencional para San Giovanni dei Fiorentini (1734), onde a cornija entre os estágios inferior e superior se rompe no centro e nas extremidades, e nichos entre colunas coríntias engajadas e detalhes escultóricos fornecem a luz e a sombra barrocas.
Morreu em Roma.

## Obras notáveis

### Irlanda
- Drumcondra House, Dublin (1727) - provavelmente teve alguma contribuição para o projeto da fachada sul e loucura do templo.
- Castletown House, County Kildare (1718) - desenhos que mais tarde foram parcialmente executados por Edward Lovett Pearce.
- St. Werburgh's Church, Dublin (1715) - projetou uma igreja para o local sem uma torre, elementos deste projeto foram mais tarde incorporados ao edifício acabado.
- St. Ann's Church, Dawson Street (1719) - desenhos completos de uma proposta de elevação de entrada para a igreja que mais tarde foram completados por Isaac Wills do escritório de Thomas Burgh.

### Itália
- San Giovanni dei Fiorentini (1734) - fachada barroca.
- São João de Latrão, Roma (1735).